# Nāḩiyat Markaz Qaḑā' al Kāz̧imīyah
Nāḩiyat Markaz Qaḑā' al Kāz̧imīyah (arabiska: ناحية مركز قضاء الكاظمية) är ett underdistrikt i Irak.   Det ligger i provinsen Bagdad, i den centrala delen av landet. Huvudstaden Bagdad ligger i Nāḩiyat Markaz Qaḑā' al Kāz̧imīyah.